# ビルト (新聞)
『ビルト』 (Bild) は、アクセル・シュプリンガー社が発行するドイツのタブロイド日刊新聞。1952年創刊。発行部数は2021年時点で約115万部。ヨーロッパで最も売れている新聞で、世界でも6番目。創刊当時の正式名称は「ビルト・ツァイトゥング」（Bild-Zeitung、画像新聞の意）。
有名人のゴシップや写真を多用した紙面作りで、『フランクフルター・アルゲマイネ』や『南ドイツ新聞』など高級紙とは区別される。

## 解説
当初はハンブルクに拠点を置いたが、2008年3月に本部をベルリンに移した。32の印刷拠点を持ち、ドイツ全土で印刷されている。また、特別版はスペイン、イタリア、ギリシャ、トルコなどでも発行されている。イギリスのタブロイド『デイリー・ミラー』にならって作られ、煽情的な見出しの記事で読者を増やした。発行部数は、1980年代には500万部以上だったが、2002年には400万部になり、2007年には354万部まで落ちている。
政治的には親米・右派・保守寄り路線であり、長らく東ドイツのことを「ソ連占領地域」と呼び続けていたほか、1968年には反学生運動の立場を取り、学生運動によるデモや破壊活動を受けていた。
1984年から1面に女性の水着やヌードの写真を載せており、女性団体から批判されたこともある。2012年には同年3月8日の国際女性デーに合わせてヌード写真を3面に移すことを決定し、3月9日付の紙面で発表した。
2020年4月15日、新型コロナウイルス感染症の世界的流行でドイツが受けた被害への賠償金として、中国政府に対して総額1650億ドルの賠償を請求すべきだとする社説を掲載した。